# 진주삼천포농악
진주삼천포농악(晋州三千浦農樂)은 지역분류상 대한민국 영남 농악에 속하는 농악으로, 1966년 6월 29일 제11호 농악12차로 처음 지정되었고, 이후1985년 12월 1일 국가무형문화재 제11-1호로 지정되었습니다. 경상남도 전역에 전해져 내려오는 농악으로 진주삼천포농악보존회가 그 맥을 잇고 있다. 특히 농악은 일 년 내내 다양한 형태와 목적으로 많은 행사장에서 공연이 이루어지고, 공연자들과 참여자들에게 정체성을 제공하며 인류의 창의성과 문화 다양성에 기여하고, 국내외 다양한 공동체들 간의 대화를 촉진함으로써 무형문화유산의 가시성을 제고하는데 기여했다는 점을 인정받아 만장일치로 2014년 11월 27일 유네스코 인류무형문화유산으로 등재되었습니다.

## 개요
이종배 장동혁

## 특징
진주삼천포농악은 경상남도 전역에 전해져 내려오는 농악으로, 한국 농악 중 제일 먼저 무형문화재로 지정되었으며 농악의 원형이 가장 잘 보존되어 있는 농악이다. 주로, 정월대보름과 여름철에 많이 행해졌다.
이것의 특징은 고깔을 쓴 치배가 없고 채상놀음이 뛰어나며, 무동이 없다. 또한 지금은 널리 보급되었지만, 연풍대, 자반뒤집기 같은 묘기는 진주삼천포농악만의 특기였다. 가락이 빠르고, 남성적이지만, 북놀음이 두드러지지 않은 것은 진주와 삼천포를 비롯한 서부 경남 농악의 특징이었으며, 밀양이나 경북 농악과도 구분되는 점이다.
예전에 진주와 삼천포지역에서는 정초에 집집마다 돌면서 굿을 치는 지신밟기와 여름철에 김맬 때 진주농악과 삼천포농악을 각각 많이 쳤다고 한다.
진주농악대가 집돌림을 할 때에는 삼쇠를 잡던 쇠잽이 혹은 끝쇠를 잡던 쇠잽이가 앞소리를 특히 잘해 상쇠를 잡았다고도 한다.

### 구성
주요 등장인물은 핵심이 되는 상쇠와 양반, 집사, 포수, 가장녀이고, 판굿은 다음과 같이 12차로 짜여져 있다.
1. 오방진(반덧배기 가락)
2. 얼림굿(느린덧배기 가락)
3. 덧배기 법고놀음
4. 길군악
5. 영산다드라기(자부랑깽이)
6. 멋 법고놀음(빠른 삼채가락)
7. 등맞이굿(쇄잽이들이 쇠를 땅에다 놓고 일어나 춤을 추고 잡색들은 '용개통통')
8. 풍류굿
9. 호호굿
10. 개인 영산놀이
11. 별굿놀이(사모잡이가락)
12. 팔진 해무진굿(허튼굿)이다.

### 치배
장단은 사물놀이의 쇠 4인, 징 3인, 북 3인, 장고 4인과 농기수 그리고 영기수 2인, 법고 9-12인과 잡새(양반, 집사, 포수, 허드레 광대)로 맞춰진다. 치배들은 모두 흰바지 저고리에 삼색띠만 매고, 전립모자를 쓴다.

### 전수자
현재 진주시와 통합된 진양군 정촌의 박경호(상쇠)와 뒤를 이은 정촌 사람 김한로가 있었다. 김한로의 제자로는 진주의 황일백(상쇠), 김수갑, 정삼수와 삼천포의 문백윤이 있었으나 지정 당시 황일백과 문백윤만 '농악12차'라는 명칭으로 예능보유자가 되었다. 1991년 5월에 박염(설장고)과 2000년에 김선옥(상쇠)에 의해 전승되고 있다. 황일백 상쇠는 1976년에 사망하였고, 1980년에 이영우(상쇠)도 별세하였다.
현재 진주삼천포농악 예능보유자로는 박염과 김선옥이 있으며, 전수조교로는 조갑용과 이부산, 정태수, 김태덕, 권순기, 남성진 등이 있다.
삼천포시가 사천시와 통합하여 사천시로 되었으며, 진주삼천포농악 보존회는 현재 경상남도 사천시 남양1동 177-2번지에 있으며 회장은 김선옥이다.

## 같이 보기
- 진주논개제
- 진주검무
- 진주포구락무

## 참고 자료
- 진주삼천포농악 - 국가유산청 국가유산포털
- 진주논개제 (의암별제)[깨진 링크(과거 내용 찾기)]
- 진주삼천포농악[깨진 링크(과거 내용 찾기)](디지털진주문화대전)